# Jádekáposzta

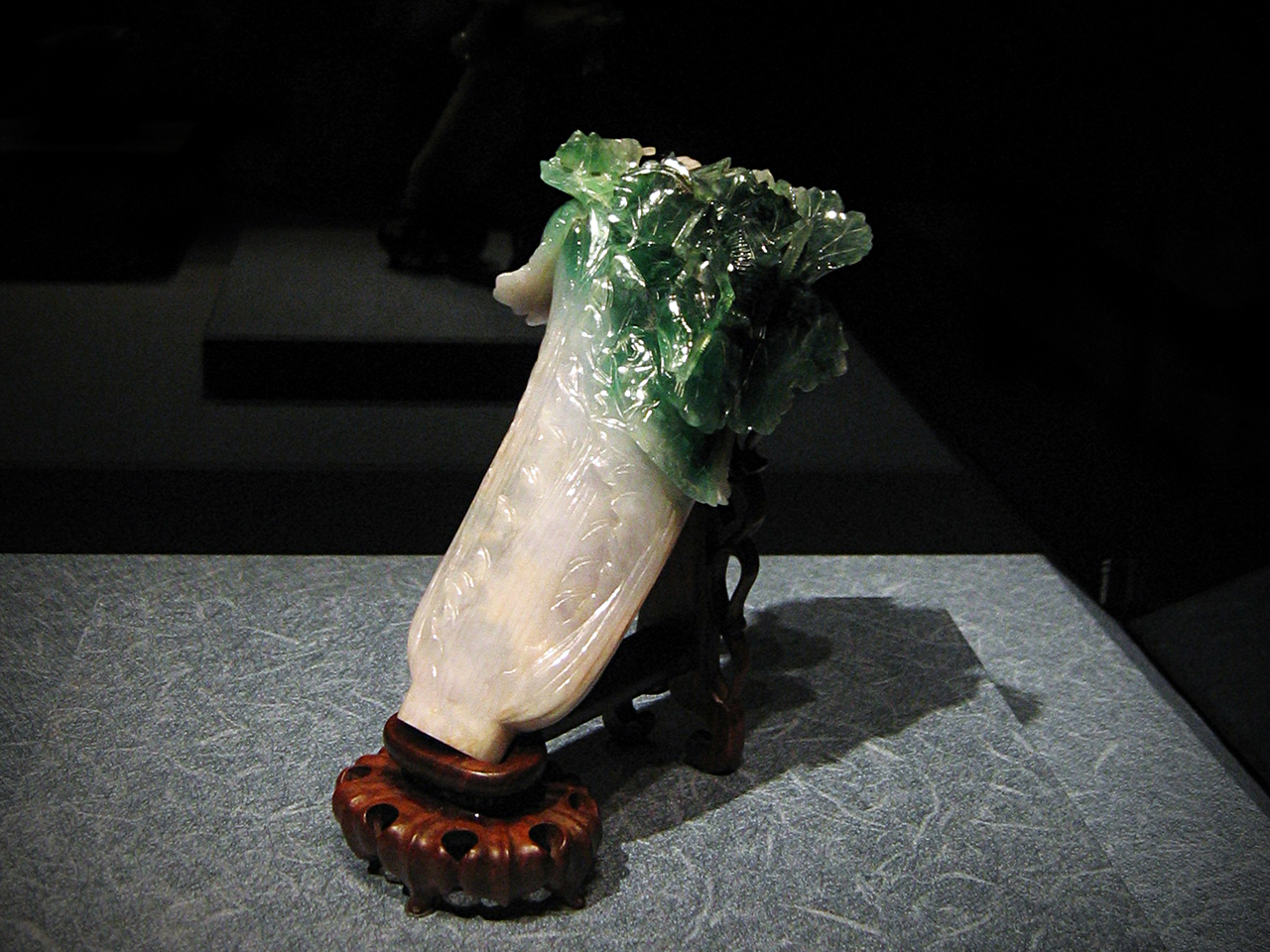
A 19. században készült jáde szobrot (mérete 18,7 cm × 9,1 cm) ma a tajvani Nemzeti Palotamúzeumban őrzik.

A Jádekáposzta (kínaiul: 翠玉白菜, Cujjü Pajcaj (Cuìyù Báicài)) egy jádéból faragott szobor, amely egy kínai kelt (Brassica rapa subsp. rapa) ábrázol, a levelek között rejtőző sáskával. A szobor ma a tajvani Nemzeti Palotamúzeum gyűjteményében található.

## A szobor leírása
A Jádekáposzta aránylag kisméretű (18,7 cm × 9,1 cm) szobor, amelyet egyetlen, kétszínű jádetömbből faragott az ismeretlen mester. A szobor alig nagyobb, mint egy emberi kéz.
A levelek színét és áttetszőségét a művész a jádetömb színeinek felhasználásával alkotta meg, hogy visszaadja a kínai kel színeit. Az eredeti, félig fehér, félig zöld jádetömb számos elszíneződést és hibát tartalmazott, ezeket a művész felhasználta a faragás közben, és a káposzta szára és levelei erezetének részévé tette.
A szobor feltehetően a női erények allegóriája, a fehér szár a tisztaságot, a zöld levelek a termékenységet, míg a sáska és a báb a gyermekeket szimbolizálják.

## Története
A Jádekáposzta alkotója ismeretlen. A szobrot első alkalommal a pekingi Tiltott Városban állították ki, és feltehetően a Csing-dinasztia kilencedik császára, Kuang-hszü szeretőjének hozományával érkezett 1889-ben. A dinasztia és a császárság 1911-es bukását követően a Tiltott Városban található Palotamúzeum gyűjteményébe került, ahol átvészelte a második kínai–japán háborút. A Kínai Népköztársaság kikiáltása után Tajvan szigetére menekülő Csang Kaj-sek magával vitte a Jáde káposztát, amely ma a tajpeji Nemzeti Palotamúzeumban van kiállítva.
A Jádekáposzta ma a Nemzeti Palotamúzeum egyik büszkesége, a látogatók véleménye alapján a múzeum egyik legfontosabb műalkotása. 2009-ben hatalmas botrányt váltott ki, amikor kiderült, hogy a múzeum ajándékboltjában kapható másolatokat nem Tajvanon, hanem Kínában gyártották.

## Fordítás
- Ez a szócikk részben vagy egészben  a   Jadeite Cabbage című angol Wikipédia-szócikk fordításán alapul.  Az eredeti cikk szerkesztőit annak laptörténete sorolja fel. Ez a jelzés csupán a megfogalmazás eredetét és a szerzői jogokat jelzi, nem szolgál a cikkben szereplő információk forrásmegjelöléseként.